# Betsele
Betsele ist ein Ort (småort) in der schwedischen Provinz Västerbottens län, in der historischen Provinz (landskap) Lappland in der Gemeinde Lycksele.
Der Ort liegt etwa 10 km nordwestlich vom Hauptort der Gemeinde, Lycksele am Fluss Ume älv. Betsele hat einen Bahnhof an der Bahnstrecke Hällnäs–Storuman. Regelmäßiger Personenverkehr findet hier allerdings nicht mehr statt. Durch den Ort führt die Europastraße 12.